# El caso Monroy
El caso Monroy és una pel·lícula de tragicomèdia negra peruano-argentina del 2022 escrita i dirigida per Josué Méndez. Protagonitzada per Damián Alcázar acompanyat de Wendy Vásquez, Liliana Trujillo, Sylvia Majo, Olivia Manrufo, Lía Camilo, Maryloli Pérez, María Zubiri i Grapa Paola. Està badada en el llibre Día de visita de Marco Avilés.

## Argument
Ronnie Monroy ha estat un empleat públic anònim tota la seva vida. A punt de complir els 65 anys i jubilar-se, visita la presó de dones, on troba un nou propòsit. Ajuda els reclusos a recuperar la seva llibertat i a tornar a les seves vides. Però el que pensa que està motivat per la generositat i l'afecte, en realitat, és impulsat per una necessitat perversa d'exercir el poder. Ronnie es converteix en un altre maltractador dins del corrupte sistema judicial peruà.

## Repartiment
- Damián Alcázar com Ronnie Monroy
- Wendy Vásquez
- Liliana Trujillo
- Sylvia Majo
- Olivia Manrufo
- Lía Camilo
- Maryloli Pérez
- María Zubiri
- Grapa Paola

## Estrena
El caso Monroy es va estrenar el 6 d'octubre de 2022 al senyal de televisió CINE.AR, després es va projectar el 16 de març de 2023, al 26è Festival de Màlaga, el 17 d'agost de 2023, a la 27è Festival de Cinema de Lima i el 23 de novembre de 2023, al 2n Festival de Cinema Llatí. Es va estrenar comercialment el 5 d'octubre de 2023 a les sales peruanes.

### Taquilla
En la seva primera setmana a la cartellera, va debutar en el tretzè lloc, amb 13.500 espectadors. Després de 7 setmanes a la cartellera, va captar un total de 20.342 espectadors.

### Reconeixements
| Any  | Premi                         | Categoria                 | Receptor         | Resultat  | Ref.   |
| ---- | ----------------------------- | ------------------------- | ---------------- | --------- | ------ |
| 2024 | 15ns Premis APRECI            | Millor pel·lícula peruana | El caso Monroy   | Nominat   | [ 13 ] |
| 2024 | 15ns Premis APRECI            | Millor director           | Josué Méndez     | Nominat   | [ 13 ] |
| 2024 | 15ns Premis APRECI            | Millor actor              | Damián Alcázar   | Guanyador | [ 13 ] |
| 2024 | 15ns Premis APRECI            | Millor actriu secundària  | Liliana Trujillo | Nominat   | [ 13 ] |
| 2024 | 15ns Premis APRECI            | Millor actriu secundària  | Wendy Vásquez    | Nominat   | [ 13 ] |
| 2024 | 15ns Premis APRECI            | Millor guió               | Josué Méndez     | Nominat   | [ 13 ] |
| 2024 | Premis Luces                  | Millor pel·lícula         | El caso Monroy   | Nominat   | [ 14 ] |
| 2024 | Premis Luces                  | Millor actor              | Damián Alcázar   | Nominat   | [ 14 ] |
| 2024 | XI edició dels Premis Platino | Millor actor              | Damián Alcázar   | Nominat   | [ 15 ] |